# Pescado

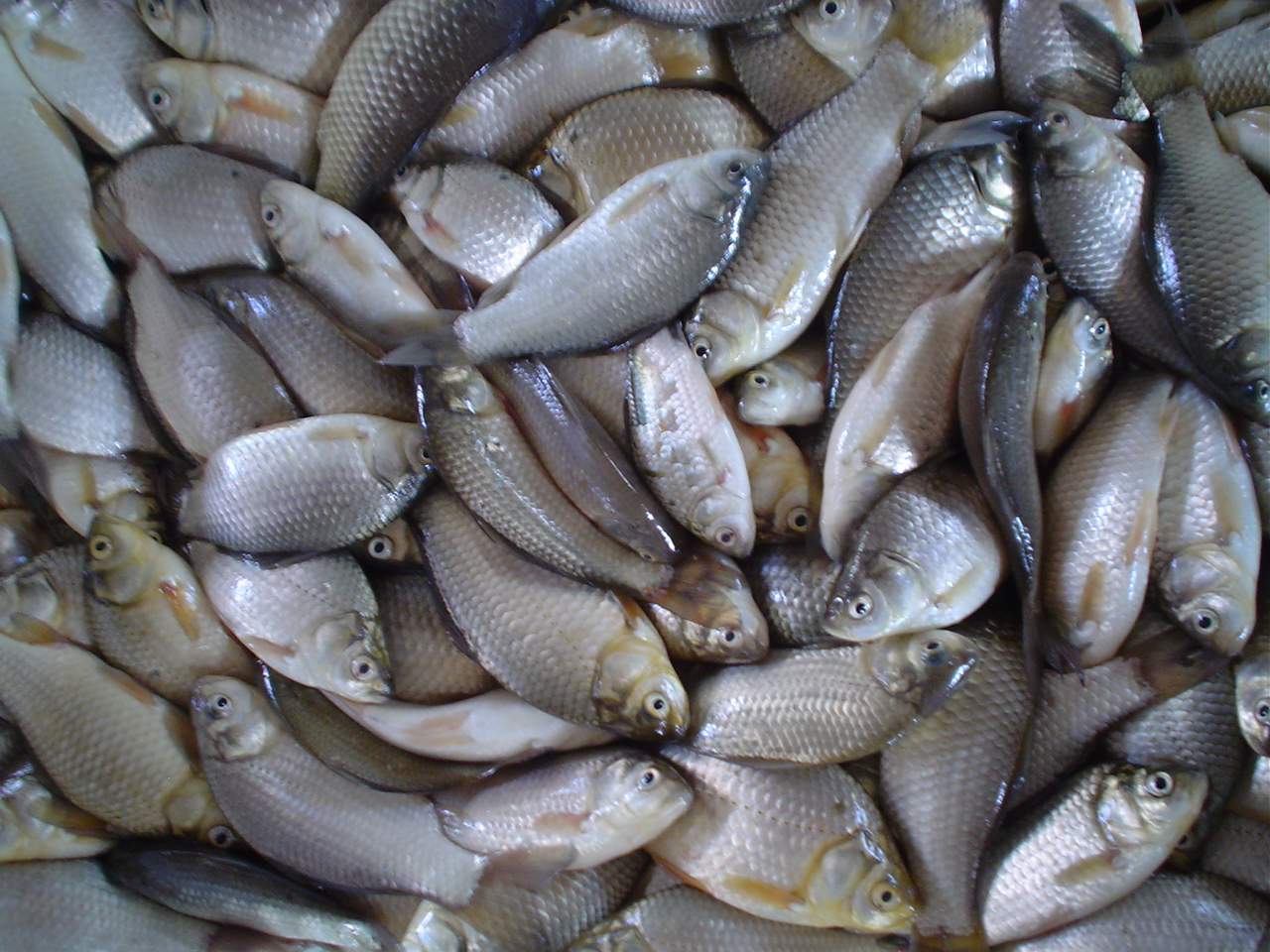
Pescado dispuesto para su venta en un bazar de Odesa.

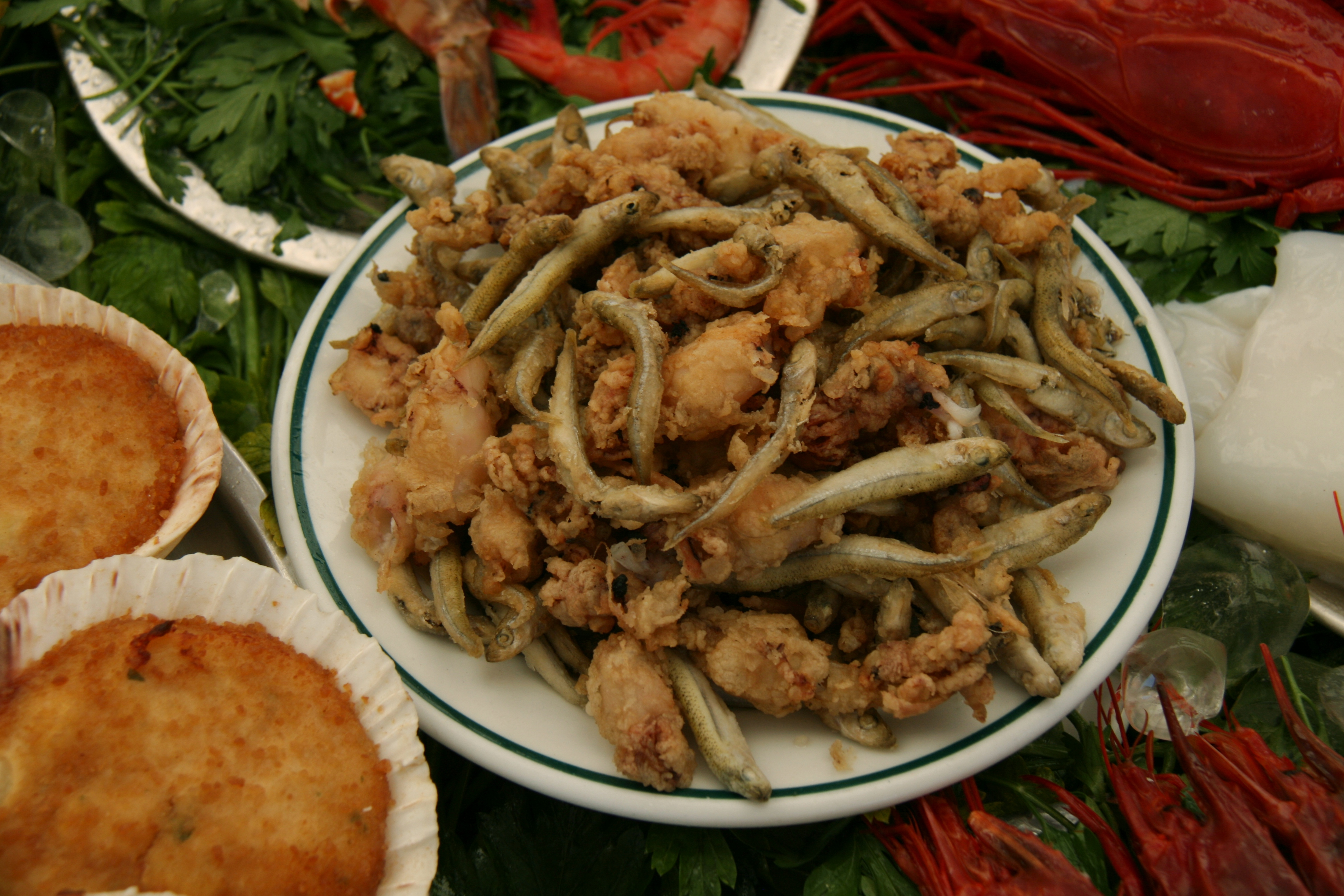
Pescado frito.

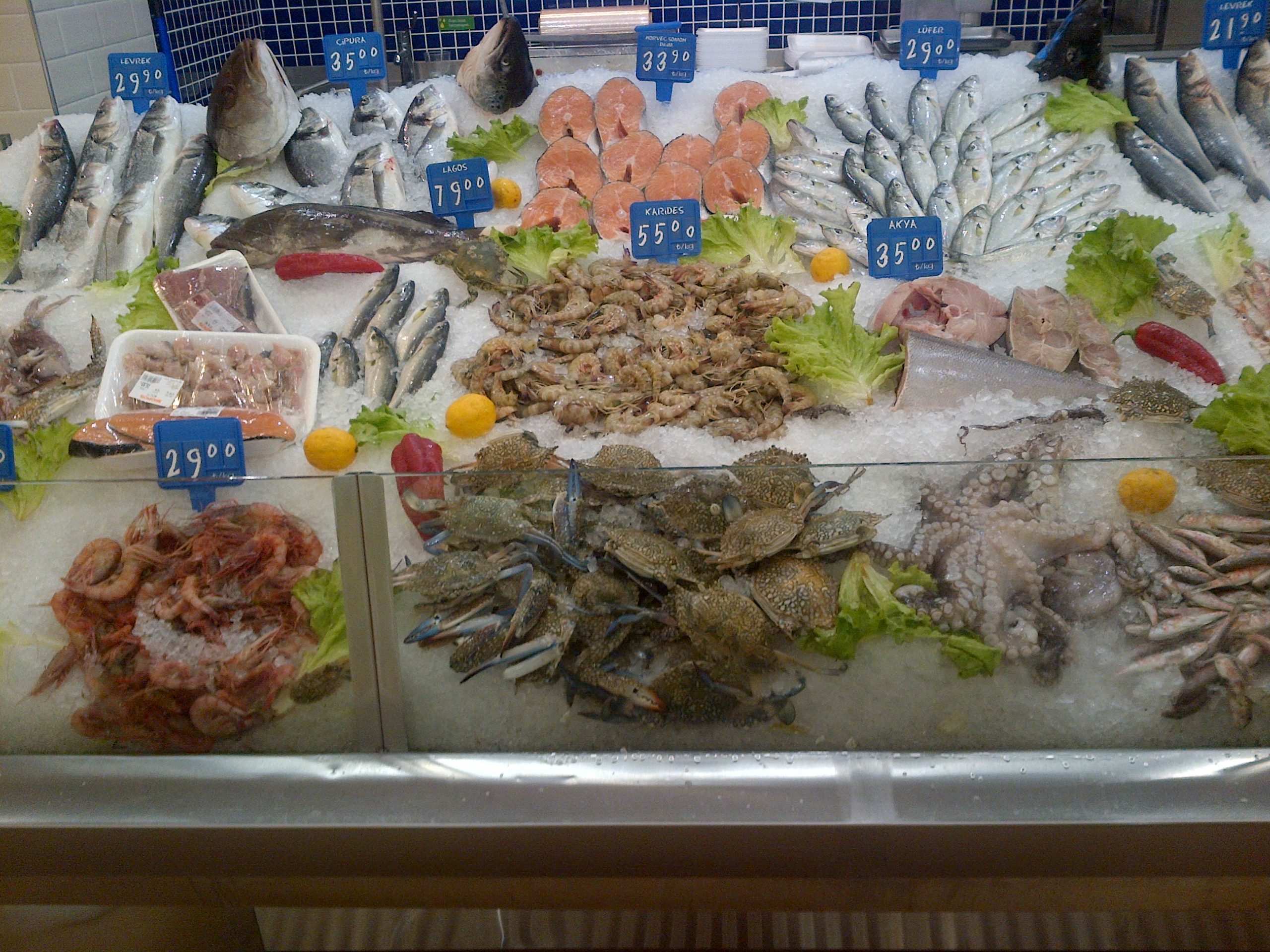
Pescados y mariscos en la sección pescadería de un supermercado de Ankara.

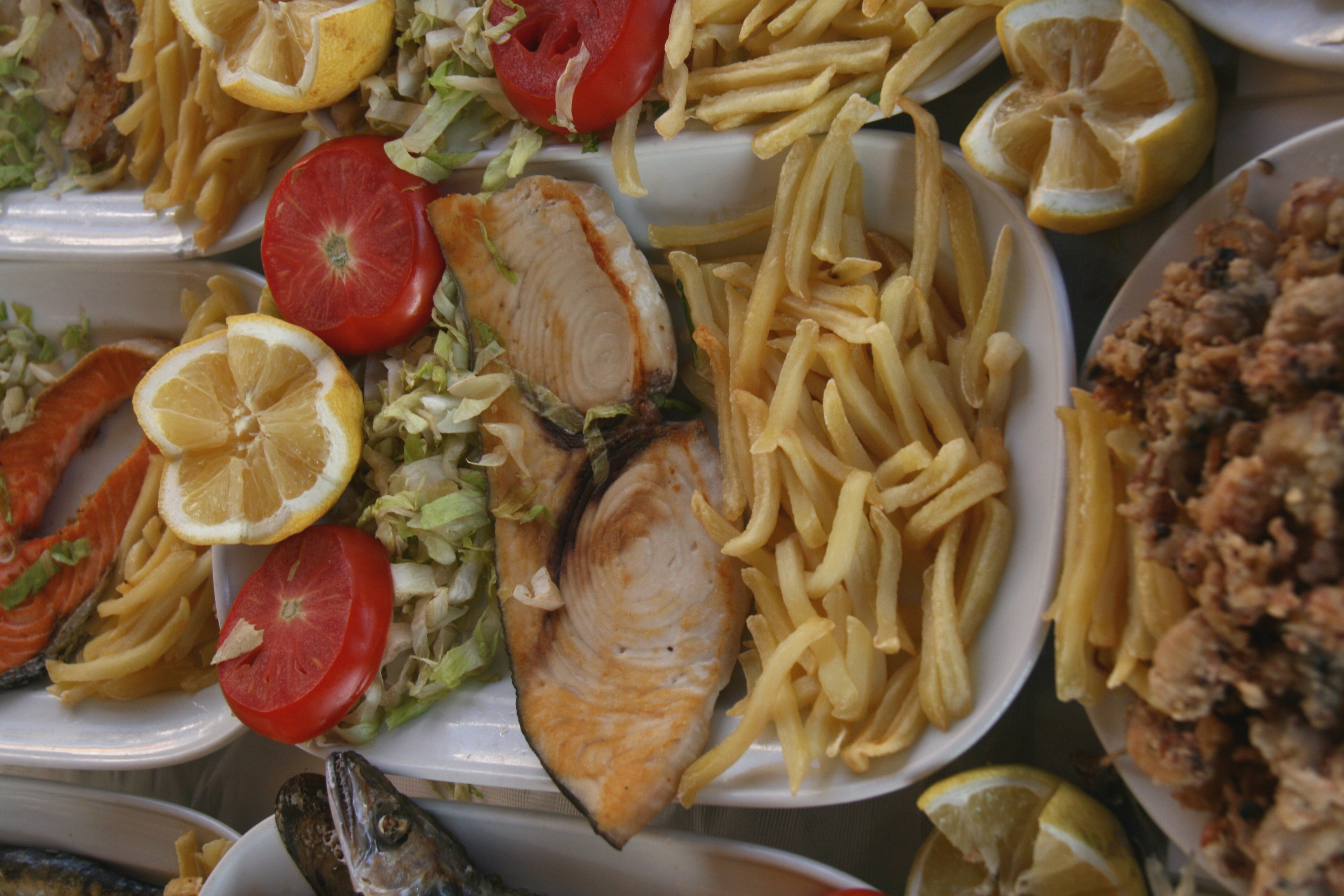
Diversos pescados.

El término pescado se refiere a los peces extraídos de su hábitat para servir como alimento. Estos peces pueden ser pescados en el agua —océanos, mares, ríos, lagos—, pero también pueden ser criados mediante técnicas de acuicultura. En concordancia con los distintos tipos de peces, se obtienen distintos tipos de pescado. El término se aplica simplemente a los peces, de ahí la palabra pescado, y desde la caída del Imperio romano hasta los inicios de la Edad Moderna se aplicaba incluso a ciertas aves acuáticas como los patos, los gansos y las barnaclas, que eran comidos en Cuaresma, cuando no se podía comer otra carne que la de pescados y mariscos ya que, por una leyenda atribuida a las barnaclas, que las consideraba una metamorfosis de ciertos bivalvos, se clasificaba a estas aves como pescado.

## Pescado blanco
El pescado blanco es el que tiene un bajo contenido en grasas, aproximadamente 2 % de su peso en grasa (lenguado, merluza, rodaballo, abadejo, etcétera).[cita requerida]

## Pescado azul
El pescado azul tiene un contenido en grasa superior al 5 % (anchoa, bonito, caballa, salmón, sardina, atún, etc.). Es una fuente natural de ácidos grasos omega-3, un ácido graso esencial.

## Peces planos
Son los que tienen como característica que nacen con la forma típica de un pez, y van variando durante su crecimiento hasta hacerse planos, para poder vivir pegados al fondo marino. De aquí que tengan los dos ojos en el mismo lado de la cara, la boca torcida y las aletas pectorales una encima de otra. En estos peces se denomina lado ciego el que tienen en contacto con el fondo. Al ser peces que viven en profundidades muy pequeñas, son muy aptos para criarse en piscifactorías. Son ejemplos de estos el lenguado, el rodaballo y el gallo.
Desde el punto de vista de la taxonomía suelen pertenecer al orden de los Pleuronectiformes que agrupa precisamente a los peces planos.

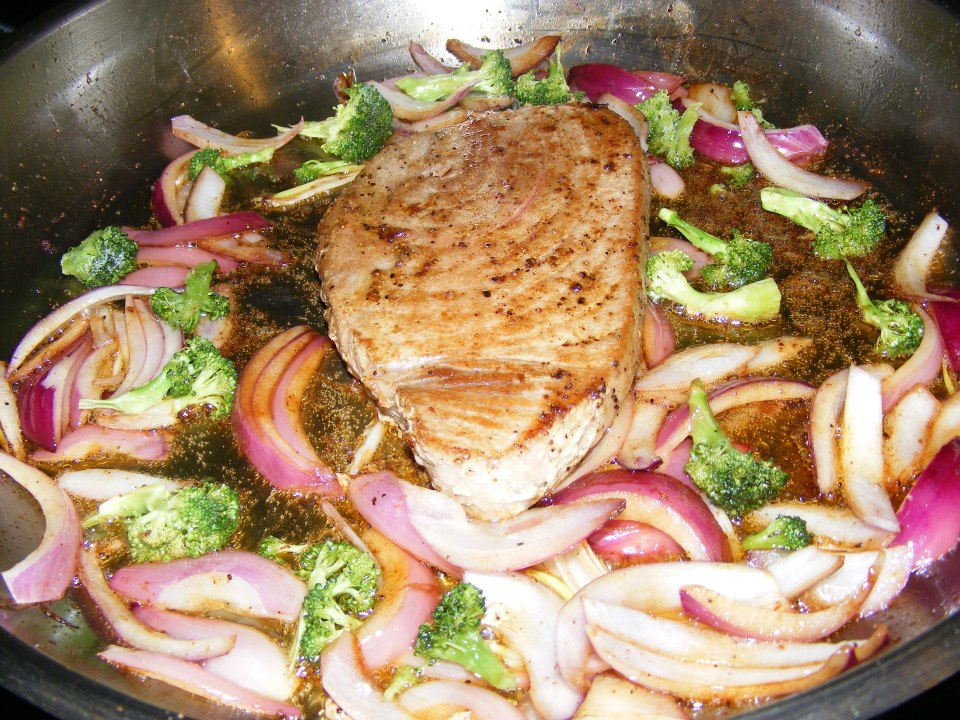
Filete de atún aleta amarilla, en Costa Rica.

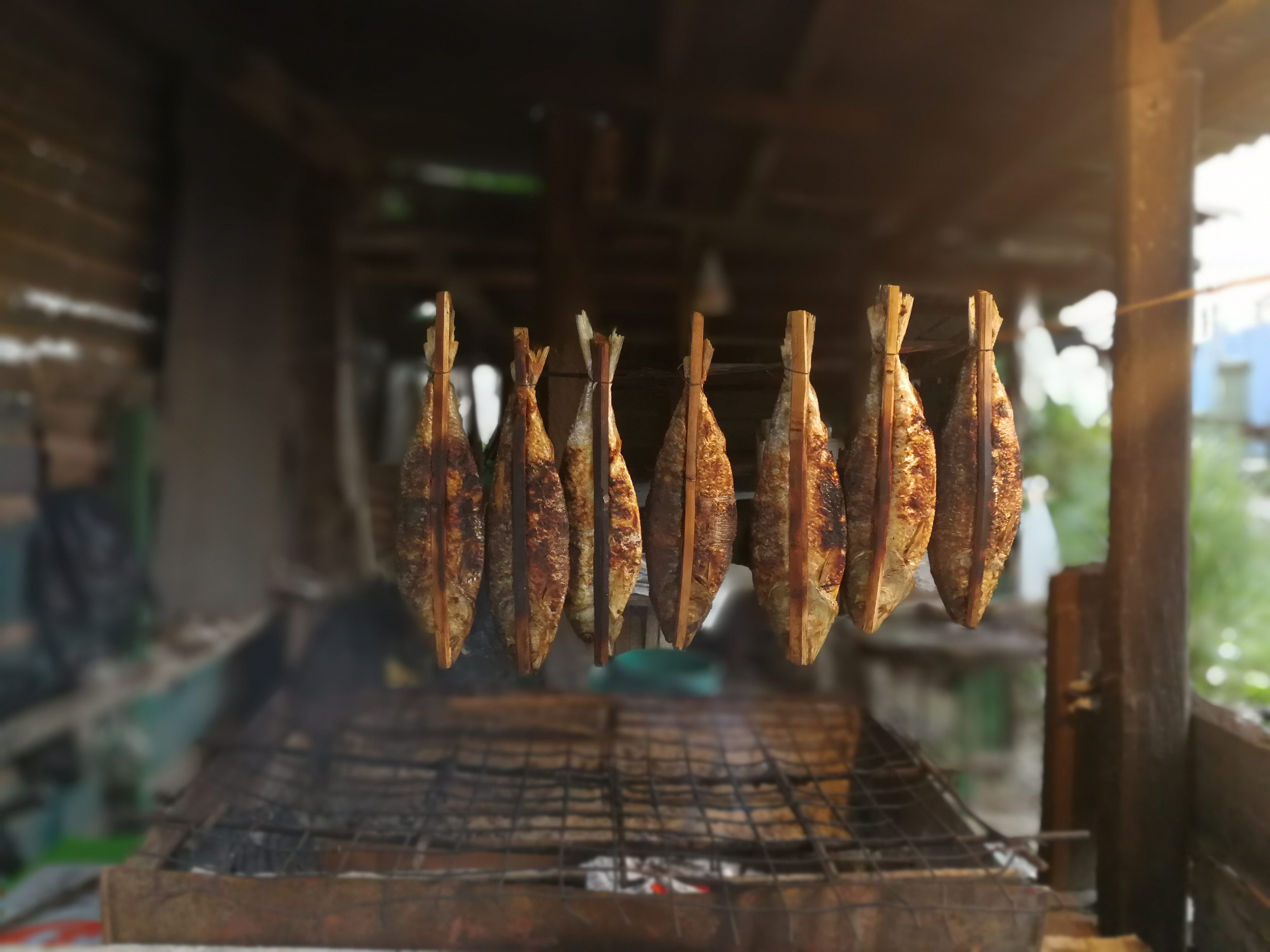
Pescado asado

## Túnidos
- Atún (Thunnus thynnus)
- Bonito (Sarda sarda)
- Bonito del norte (Thunnus alalunga)
- Atún de aleta amarilla (Thunnus albacares)

## Espáridos
Son peces que tienen el cuerpo muy comprimido lateralmente, aleta dorsal generalmente con espinas, aleta caudal escotada y escamas bien desarrolladas. 
| - Aligote (Pagellus acarne) - Besugo (Pagellus bogaraveo) - Breca (Pagellus erythrinus) - Chopa (Spondyliosoma cantharus) | - Dorada (Sparus aurata) - Pargo (Pagrus pagrus) - Salema (Sarpa salpa) - Sargo (Diplodus sargus sargus) |

## Salmónidos
Son peces con aleta anal, con escamas pequeñas, no presentan espinas en las aletas, y en su dorso poseen una aleta adiposa. Muchos pasan parte de su vida en el mar y en los ríos.
- Salmón (Salmo salar)
- Trucha (Salmo trutta)
  - Trucha arcoíris (Oncorhynchus mykiss)

## Pescado pelágico
Se trata de pescado que se captura normalmente en mar abierto (véase piélago).
| - Atún (Thunnus thynnus) - Boquerón (Engraulis encrasicolus) - Bacaladilla (Micromesistius poutassou) - Dorado (Coryphaena hippurus) | - Lubina (Dicentrarchus labrax) - Merluza (Merluccius merluccius) - Sardina (Sardina pilchardus) |

## Pescado demersal
El pescado demersal es aquel que, por oposición al pelágico, viven en las proximidades de los fondos acuáticos. Algunos autores lo llaman nectobentónico. (Nectobentos: organismos bénticos que viven en la proximidad, pero no sobre ni dentro del fondo marino).
| - Cabracho (Scorpaena scrofa) - Gallineta (Helicolenus dactylopterus) - Huachinango (Lutjanus campechanus) - Mero (Epinephelus marginatus) | - Palometa roja (Beryx decadactylus) - Pargo (Pagrus pagrus) - Rape (Lophius piscatorius) - Salmonete (Mullus surmuletus) |

## Otros usos del pescado
Los pueblos andinos prehispánicos supieron utilizar los residuos del pescado (huesos, escamas, aletas, cabezas etc.) como excelentes abonos orgánicos.

La piel del pescado ha sido utilizada por los pueblos aborígenes del litoral siberiano para confeccionar ropas, las espinas de pescado han sido utilizadas por los seres humanos prehistóricos y por los pueblos hasta hace poco llamados "primitivos" (por ejemplo los inuit) para confeccionar artefactos, en especial agujas de coser. La grasa de pescado muchas veces se ha utilizado como una cola o pegamento. La piel muy áspera de los escualos ha sido utilizada para confeccionar lijas hasta fechas muy recientes.

## Valor nutricional

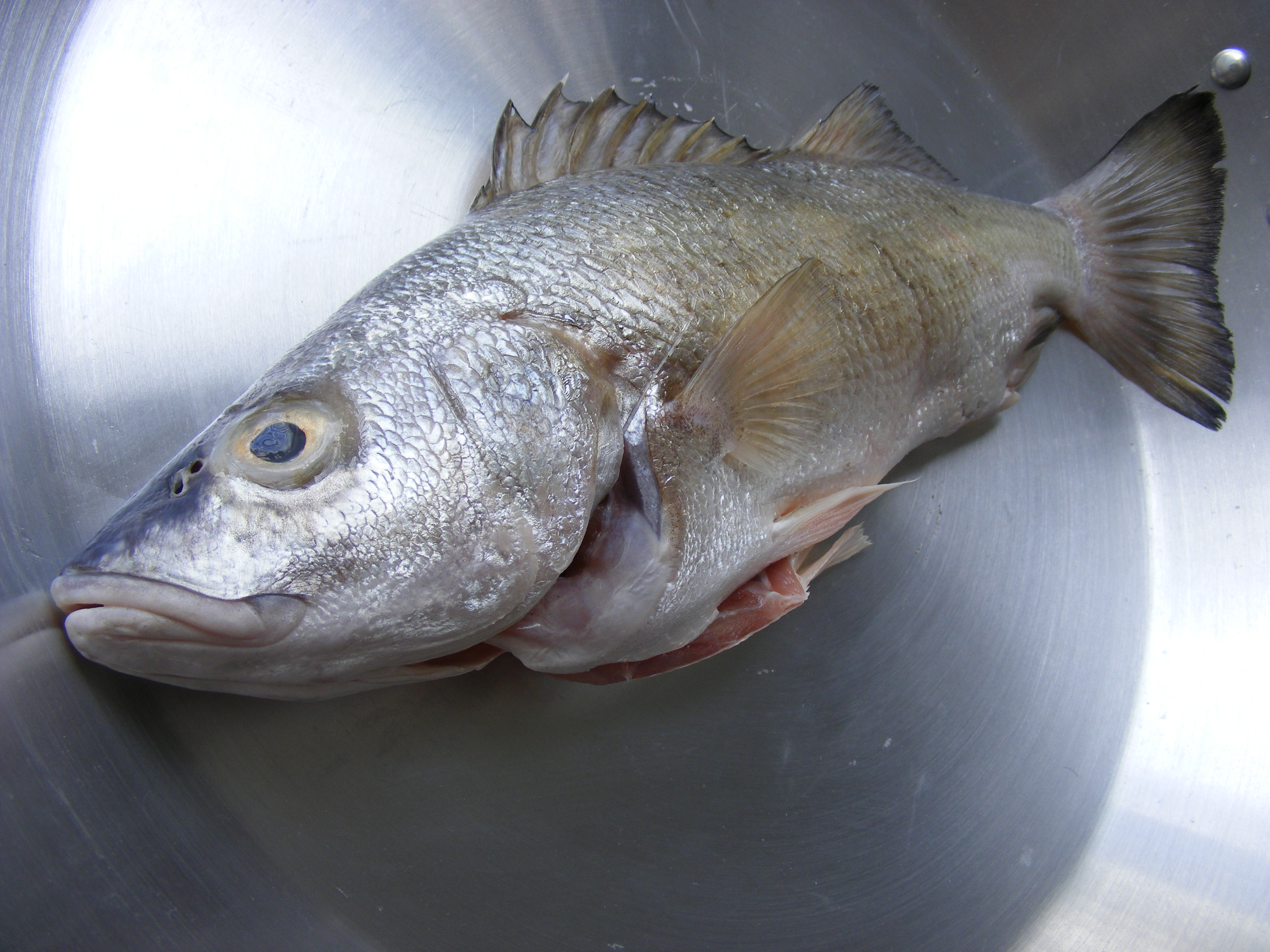
Pescado fresco

En general el pescado es muy nutritivo, pero proporcionalmente menos que la mayoría de los animales terrestres y aviares, aunque ha conspirado contra su mayor consumo al menos un par de factores, la menor saciedad que suelen provocar los pescado en relación con las carnes de aves y de mamíferos, y las mayores dificultades de conservación (la conservación por ahumado y salazón es eficaz pero insume por lo general más gastos energéticos que la conservación de la carne de las aves y otros animales ya que, para el desarrollo de gérmenes patógenos casi siempre la carne de pescado presenta lo que técnicamente se conoce como un mayor punto de actividad acuosa). Por otra parte, como se verá, el salado o la salazón y, más aún, el ahumado, conllevan riesgos para la salud.
Desde fines del siglo XIX merced a los avances de la conservación por frigorífico o con envasado al vacío los problemas de conservación se están superando ampliamente.
En líneas generales, todas las variedades de pescado son ricas en proteínas y minerales esenciales; el pescado de agua salada (el que se pesca en el mar) suele ser excepcionalmente rico en ácidos grasos, en especial ácidos grasos insaturados, omega 3 y minerales como el yodo, cinc, fósforo y selenio. Tales elementos combaten los efectos nocivos del colesterol LDL beneficiando al sistema circulatorio y, así, a toda la salud. Estos elementos incluso refuerzan al sistema inmune contra los carcinomas (por ejemplo existen algunas evidencias al respecto muy notorias en el cartílago de tiburón).[cita requerida] El hígado de muchos pescados (por ejemplo el del bacalao) es muy rico en vitamina D.

## Higiene en el consumo del pescado

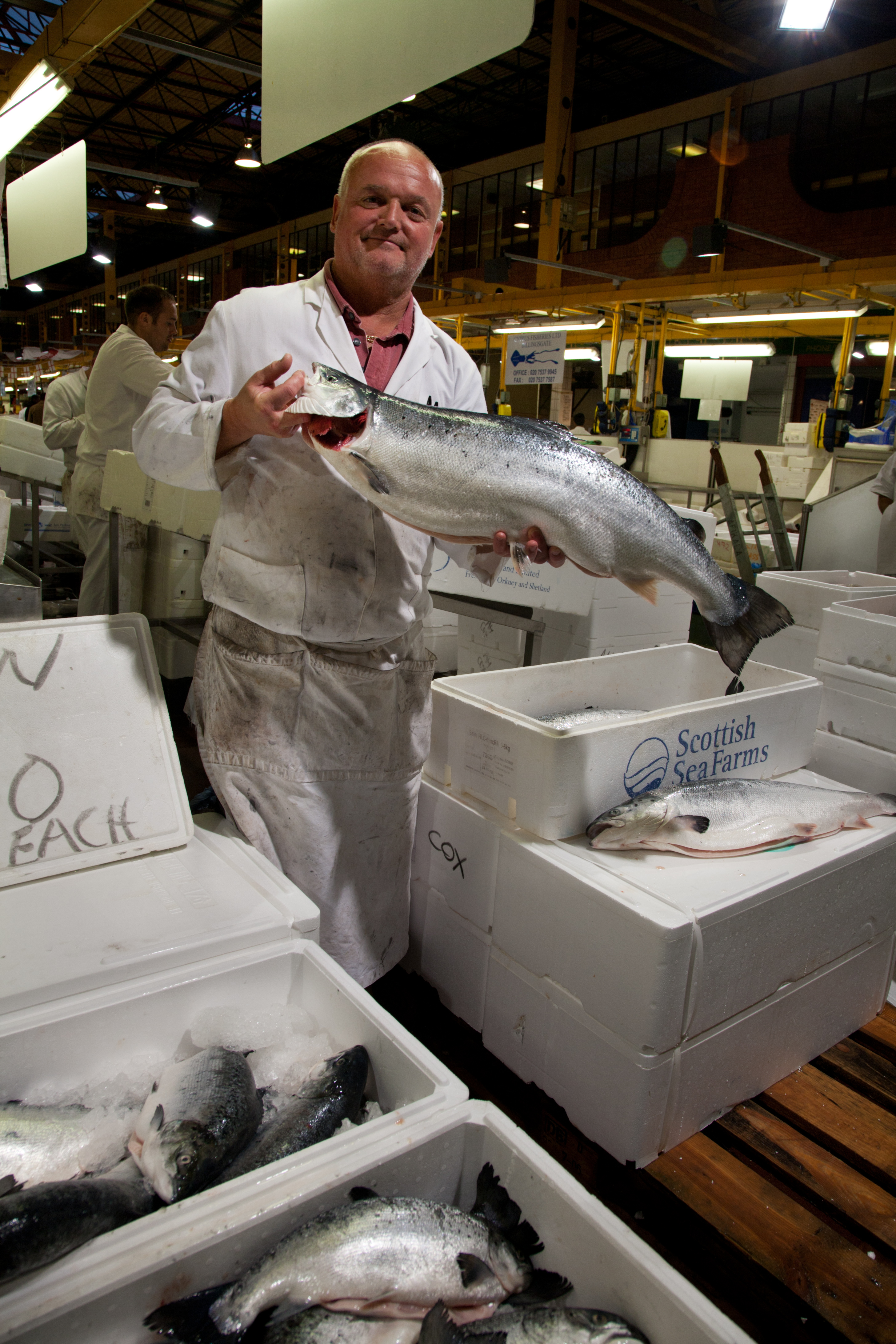
Conservación y venta de pescado en un mercado especializado, Londres.

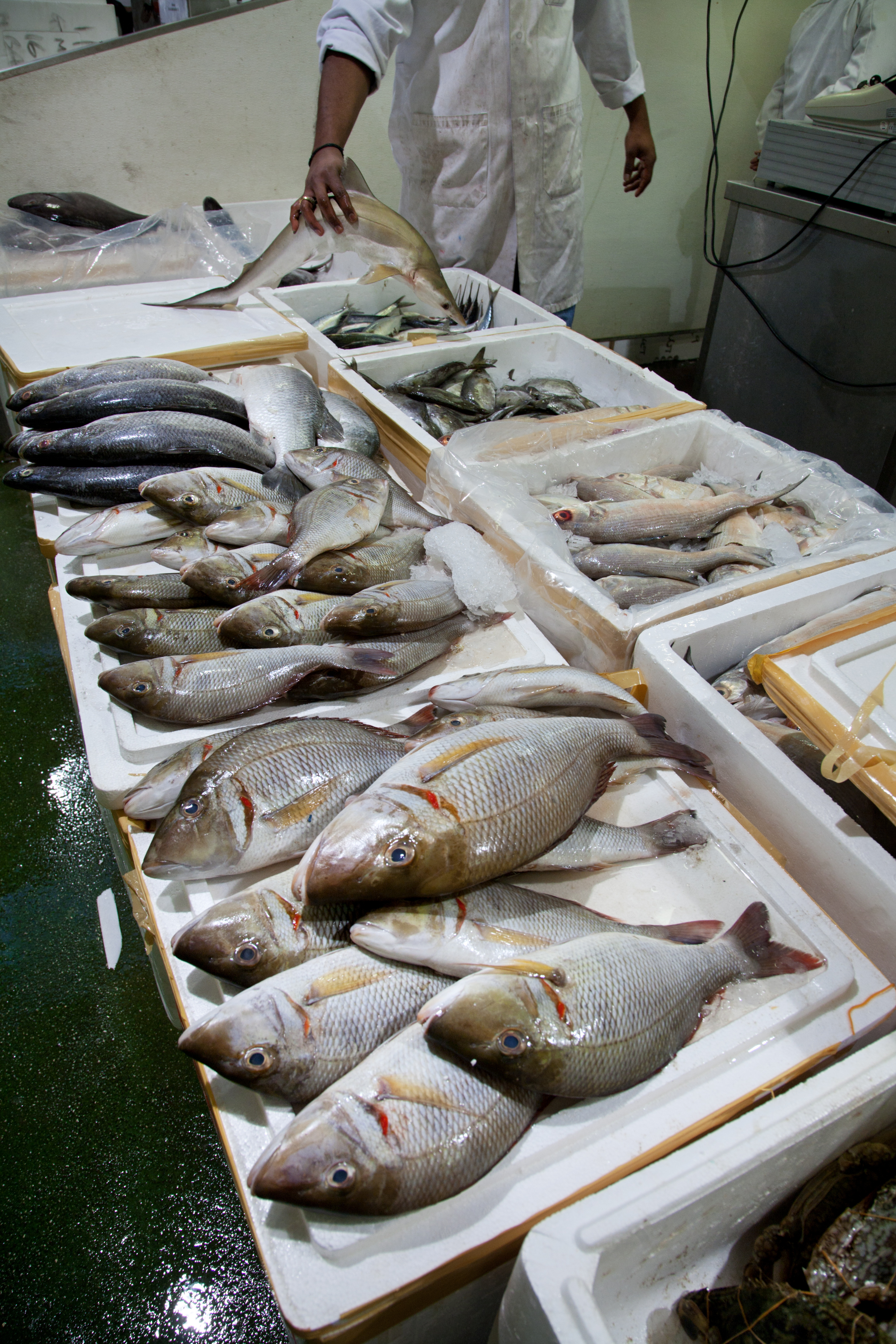
Venta de pescado.

Muchos pescados pueden ser consumidos crudos, a condición de que estén casi inmediatamente capturados o, de otro modo, que se hayan preservado frescos mediante refrigeración o sistemas de vacío. El pescado crudo es la base del actualmente muy conocido sushi; en tales casos, lo que se consume es solo la masa muscular del pescado cuidadosamente separada de las otras partes (en especial de las vísceras) y lavada. Aun así, el sushi siempre conlleva riesgos de transmitir infecciones y parasitosis a las poblaciones humanas que ancestralmente no están acostumbradas al consumo de pescado crudo. El acostumbramiento genético al consumo del pescado crudo se debe a un proceso evolutivo adaptativo. Procesos aún más llamativos se han observado entre los inuit (esquimales quiere decir «comedores de pescado crudo») e incluso entre los yámanas, quienes han podido ingerir pescado en un estado de descomposición que sería mortal para otras poblaciones humanas. Por otra parte, entre los pueblos escandinavos se llegó congénitamente a una adaptación más moderada que la de los inuit, de modo que en la cocina escandinava existe el consumo de pescado en un estado de fermentación (como por ejemplo el surströmming), cosa que resulta muy poco soportable para otras poblaciones.
Sin embargo, se han requerido métodos de acopio de pescado para largas temporadas, los más usuales han sido la salazón y el ahumado, por separado o aunados. Pero ambos métodos (aunque puedan dar productos muy sabrosos) resultan —a la larga— nocivos para los consumidores: la salazón afecta a los riñones y es altamente arriesgada para la población afectada de hipertensión arterial.
Lo indiscutible es que la mejor forma de consumir pescado es cuando se encuentre suficientemente bien cocinado y, antes de estar cocinado, previamente en buen estado, lo más fresco posible.
En líneas generales, las siguientes son las características que demuestran que un pescado está en buenas condiciones:
- Pese a lo que suele creerse, el pescado fresco tiene poco olor y, por ende, ningún olor desagradable. El olor amoniacal es indicativo que ya está en descomposición y no debe ser consumido.
- Conectado con el punto anterior, todo pescado fresco debe poseer un aroma como el del Mar
- La piel del pescado fresco escamoso debe tener sus escamas firmes (no se deben desprender fácilmente).
- La piel del pescado debe estar naturalmente brillante.
- Los ojos del pescado no deben estar enturbiados u opacos.
- La carne del pescado fresco se presenta siempre firme a la presión.
- Las branquias o las agallas del pescado fresco son rojizas.
- El peritoneo de los pescados frescos se mantiene adherido al cuerpo, no se desprende ni rompe fácilmente.

El pescado se ha de conservar en un refrigerador común no más de dos días. En un congelador se puede mantener supercongelado por mucho más tiempo siempre y cuando no se haya interrumpido la cadena de frío.
Una preocupación adicional desde el punto de vista de la salud es la presencia de nemátodos anisakis en muchas especies de pescados.

## Harina de pescado
La harina de pescado pudiera ser un excelente elemento para la alimentación humana aunque se utiliza principalmente para nutrir al ganado y a otros peces en acuicultura, su gran poder nutritivo favorece el mayor y más pronto desarrollo de los animales.

## Platos con pescado
Algunos de los platos que se pueden elaboran con pescado principalmente, de todas las culturas del mundo, son:
| - Bola de pescado - Bullabesa - Ceviche - Cioppino - Crappit heid - Croqueta - Curanto - Fish and chips | - Fishcake - Gefilte fish - Kamaboko - Kipper - Lox - Matjes - Palito de pescado - Palito de cangrejo | - Paella - Poke - Quenelle - Rakfisk - Remoulade - Rissole - Sashimi - Salmón ahumado | - Sándwich de atún - Sel'd' Pod Shuboi - Stargazy pie - Surimi - Surströmming - Sushi - Uja |

## Aversiones y restricciones sobre el consumo de pescado
Entre el pueblo somalí, la mayoría de los clanes tienen un tabú contra el consumo de pescado, y no se realizan casamientos con los pocos clanes ocupacionales que sí lo consumen.
Existen tabúes sobre el consumo de pescado entre muchos pastores y agricultores de las tierras altas (e incluso entre algunos pueblos costeros) que habitan partes del sureste de Egipto, Etiopía, Eritrea, Somalia, Kenia y el norte de Tanzania. A veces se denomina "tabú cusítico del pescado", ya que se cree que los cusitas fueron los responsables de la introducción del tabú del pescado en África Oriental, aunque no todos los grupos cusitas lo evitan. La zona del tabú del pescado coincide aproximadamente con la zona en la que se hablan las lenguas cusitas y, por regla general, los hablantes de lenguas nilosaharianas y semíticas no tienen este tabú y, de hecho, muchos están muy familirizados con lca cultura del agua. Los pocos grupos bantúes y nilóticos de África Oriental que sí practican la evitación del pescado también residen en zonas en las que parece que vivieron los cusitas en épocas anteriores. En África Oriental, el tabú del pescado no se encuentra más allá de Tanzania. Esto se atribuye a la presencia local de la mosca tsetsé y en zonas más alejadas, que probablemente actuó como barrera para las migraciones hacia el sur de los pastores errantes, los principales evitadores del pescado. Por ello, los bantúes de Zambia y Mozambique no fueron sometidos por los grupos de pastores y, en consecuencia, casi todos consumen pescado.
También hay otro centro de evitación del pescado en el sur de África, entre los hablantes principalmente bantúes. No está claro si esta aversión se desarrolló de forma independiente o si fue introducida. Sin embargo, es cierto que los primeros habitantes del sur de África, los khoisan, no evitaban el pescado. Sin embargo, dado que los bantúes del sur de África también comparten varios rasgos culturales con los pastores del norte de África Oriental, se cree que, en una fecha desconocida, el tabú contra el consumo de pescado fue introducido de forma similar desde África Oriental por los pueblos ganaderos que, de alguna manera, consiguieron llevar su ganado más allá de las regiones endémicas de la mosca tsetsé.
Ciertas especies de peces también están prohibidas en el judaísmo, como la anguila de agua dulce (Anguillidae) y todas las especies de siluro. Aunque viven en el agua, no parecen tener aletas ni escamas (salvo al microscopio) (véase Levítico 11:10-13[56]). Las leyes musulmanas suníes son más flexibles en esto y el siluro y el tiburón se consideran generalmente halal por ser tipos especiales de pescado. La anguila suele considerarse permisible en las cuatro madh'hab suníes, pero la jurisprudencia ja'fari seguida por la mayoría de los musulmanes chiíes la prohíbe.
Muchas tribus originales del suroeste de Estados Unidos, como los navajo, los apache y los zuñi, tienen un tabú contra el pescado y otros animales relacionados con el agua, incluidas las aves acuáticas.

## Pescetarianismo

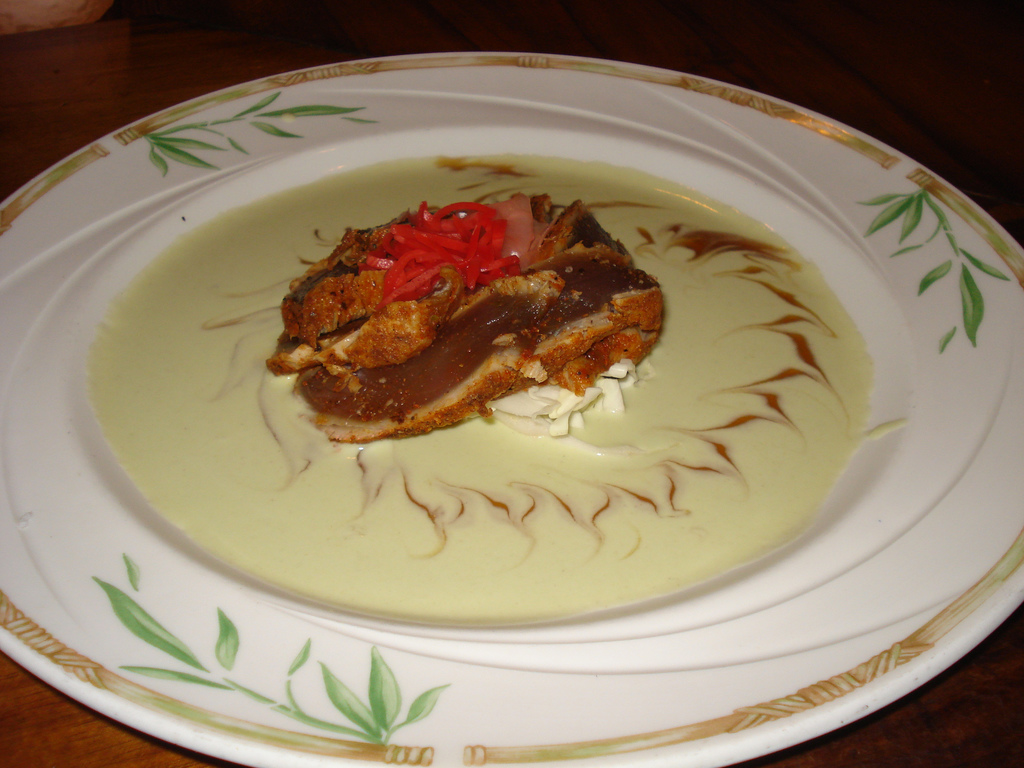
Comida hawaiana: Achiote con salsa blanca de wasabi.

El neologismo "pescetariano" engloba a quienes comen pescado y otros mariscos, pero no carne de mamíferos ni aves.
Un metaestudio de 1999 combinó datos de cinco estudios de países occidentales. Según el metaestudio, los coeficientes de mortalidad de los pescetarianos eran de 0,82; el de los vegetarianos, de 0,84; y el de los consumidores ocasionales de carne, de 0,84. Los consumidores habituales de carne y los veganos compartían el mismo índice de mortalidad. Los consumidores habituales de carne y los veganos compartían el índice de mortalidad más elevado, de 1,00. Sin embargo, la "menor mortalidad se debió en gran medida a la prevalencia relativamente baja del tabaquismo en estas cohortes [vegetarianas]".
Dado que el pescado es carne animal, la Sociedad Vegetariana del Reino Unido (Vegetarian Society of the United Kingdom) ha declarado que las dietas vegetarianas no pueden contener pescado.